# ديريك وايت (لاعب اتحاد الرغبي)
ديريك وايت (بالإنجليزية: Derek White)‏ هو لاعب اتحاد الرغبي بريطاني، ولد في 30 يناير 1958 في هادينغتون (لوثيان الشرقية) في المملكة المتحدة.

## وصلات خارجية
- ديريك وايت عل موقع إسبنسكروم (الإنجليزية)